# Équipe de Suisse de football en 1952
Cet article présente les résultats de l'équipe de Suisse de football lors de l'année 1952. En juin, elle rencontre pour la première fois l'équipe de Turquie.

## Bilan
|           | Nombre de matchs | Victoires | Défaites | Matchs nuls | Buts marqués | Buts encaissés |
| Domicile  | 3                | 0         | 2        | 1           | 3            | 8              |
| Extérieur | 3                | 1         | 2        | 0           | 6            | 8              |
| Neutre    | 0                | 0         | 0        | 0           | 0            | 0              |
| Total     | 6                | 1         | 4        | 1           | 9            | 16             |

## Matchs et résultats
| Match amical                            | Suisse  | 0 - 3   | Angleterre                     | Hardturm, Zurich                             |                                              |
| 28 mai 1952 · Historique des rencontres |         | (0 - 1) | 13e Sewell · 51e 87e Lofthouse | Spectateurs : 33 000 Arbitrage : Louis Baert | Spectateurs : 33 000 Arbitrage : Louis Baert |
| 28 mai 1952 · Historique des rencontres | Rapport |         |                                | Spectateurs : 33 000 Arbitrage : Louis Baert | Spectateurs : 33 000 Arbitrage : Louis Baert |

| Match amical                              | Turquie            | 1 - 5   | Suisse                                    | Stade du 19-Mai, Ankara                         |                                                 |
| 1er juin 1952 · Historique des rencontres | İstanbulluoğlu 78e | (0 - 3) | 19e 63e Riva · 24e 76e Hügi · 34e Pasteur | Spectateurs : 20 000 Arbitrage : Ermano Silvano | Spectateurs : 20 000 Arbitrage : Ermano Silvano |
| 1er juin 1952 · Historique des rencontres | Rapport            |         |                                           | Spectateurs : 20 000 Arbitrage : Ermano Silvano | Spectateurs : 20 000 Arbitrage : Ermano Silvano |

| Match amical                             | Suisse   | 1 - 1   | Autriche   | Les Charmilles, Genève                        |                                               |
| 22 juin 1952 · Historique des rencontres | Riva 79e | (0 - 1) | 40e Decker | Spectateurs : 20 000 Arbitrage : Helmuth Fink | Spectateurs : 20 000 Arbitrage : Helmuth Fink |
| 22 juin 1952 · Historique des rencontres | Rapport  |         |            | Spectateurs : 20 000 Arbitrage : Helmuth Fink | Spectateurs : 20 000 Arbitrage : Helmuth Fink |

| Coupe internationale européenne 1948-1953     | Suisse               | 2 - 4   | Hongrie                                     | Wankdorf, Berne                               |                                               |
| 20 septembre 1952 · Historique des rencontres | Hügi 5e · Fatton 11e | (2 - 2) | 36e 45e Puskás · 56e Kocsis · 74e Hidegkuti | Spectateurs : 30 000 Arbitrage : Arthur Ellis | Spectateurs : 30 000 Arbitrage : Arthur Ellis |
| 20 septembre 1952 · Historique des rencontres | Rapport              |         |                                             | Spectateurs : 30 000 Arbitrage : Arthur Ellis | Spectateurs : 30 000 Arbitrage : Arthur Ellis |

| Match amical                                | Allemagne de l'Ouest                                          | 5 - 1   | Suisse          | Rosenaustadion, Augsbourg                           |                                                     |
| 9 novembre 1952 · Historique des rencontres | Morlock 20e · O. Walter 29e · Schäfer 56e 72e · F. Walter 65e | (2 - 0) | 55e Friedländer | Spectateurs : 65 000 Arbitrage : Vincenzo Orlandini | Spectateurs : 65 000 Arbitrage : Vincenzo Orlandini |
| 9 novembre 1952 · Historique des rencontres | Rapport                                                       |         |                 | Spectateurs : 65 000 Arbitrage : Vincenzo Orlandini | Spectateurs : 65 000 Arbitrage : Vincenzo Orlandini |

| Coupe internationale européenne 1948-1953            | Italie                              | 2 - 0   | Suisse | Stadio Comunale, Palerme                         |                                                  |
| 28 décembre 1952 · 14h30 · Historique des rencontres | Pandolfini 3e (pen.) · Frignani 72e | (1 - 0) |        | Spectateurs : 50 000 Arbitrage : Laurent Franken | Spectateurs : 50 000 Arbitrage : Laurent Franken |
| 28 décembre 1952 · 14h30 · Historique des rencontres | Rapport                             |         |        | Spectateurs : 50 000 Arbitrage : Laurent Franken | Spectateurs : 50 000 Arbitrage : Laurent Franken |